# Pole znaku

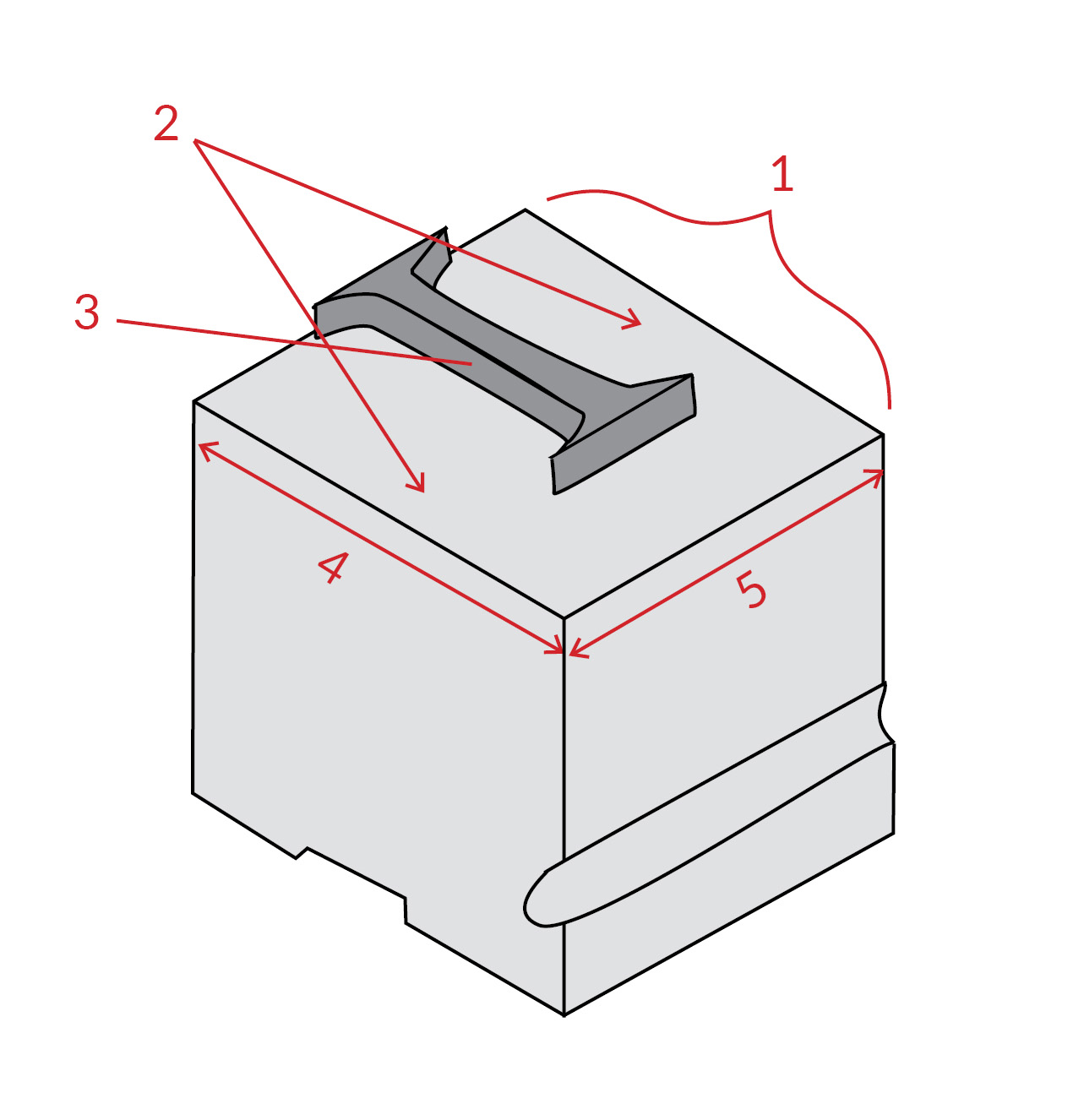
Pole znaku na przykładzie czcionki. 1 – pole znaku; 2 – odsadki boczne; 3 – oczko; 4 – wysokość pola znaku (stopień pisma); 5 – szerokość pola znaku (dykta)

Pole znaku, kegel (niem. Kegel, ang. body) – w zecerstwie górna powierzchnia czcionki z odlanym na niej obrazem znaku pisma (oczkiem); w fotoskładzie i krojach cyfrowych prostokątna płaszczyzna zajmowana przez kształt znaku wraz z przylegającymi do niego światłami (górnym, dolnym i oboma bocznymi).
Zarówno w metalowej czcionce, jak i w znaku (glifie) zaprojektowanym dla fotoskładu lub składu cyfrowego wysokość pola znaku określana jest jako stopień pisma, który jest stały dla wszystkich znaków wchodzących w skład określonego kroju. O stosunku wysokości pola znaku do wysokości wpisanych w nie znaków pisma decyduje projektant kroju. Szerokość pola znaku (zwana dyktą) jest inna dla każdego znaku – szersze znaki, takie jak M, będą miały większą dyktę niż wąskie, np. I. Pole znaku zwykle zawiera także odsadki boczne – dodatkowe odstępy po obu stronach znaku tworzące jego światło zewnętrzne, stąd dykta jest zwykle nieco większa od szerokości samego znaku. Maksymalną powierzchnię zajmowaną przez znaki pisma w danym kroju określa się mianem teoretycznego oczka pisma. Wysokość teoretycznego oczka pisma stanowi odległość między dolną linią pisma (linią wydłużeń dolnych) a górną linią pisma (linią wydłużeń górnych). Szerokością teoretycznego oczka pisma jest szerokość najszerszego znaku pisma w danym kroju. O piśmie na pełnym keglu mówi się, gdy wysokość teoretycznego oczka pisma jest równa wysokości pola znaku, o piśmie na niepełnym keglu – gdy jest mniejsza.
W przypadku fontów pole znaku jest jednocześnie wielkością pozwalającą dobrać odpowiednie parametry typograficzne dla składanego tekstu. Szerokość pola znaku, mimo że zmienna, nie jest w fontach przypadkowa – zawiera określoną liczbę jednostek szerokości. W krojach cyfrowych teoretyczne oczko pisma określa się mianem bounding box (ang.). Wysokość bounding box nie musi się stykać z liniami wydłużeń górnych i dolnych; projektant kroju ustala te wielkości oddzielnie.